# Сифорд (Делавэр)
Сифорд (англ. Seaford) — город в округе Сассекс в штате Делавэр США. По данным переписи 2020 года, численность населения составляла 7957 человек.

## Население
| 2010 | 2010  | 2020  |
| ---- | ----- | ----- |
| 6699 | ↗6928 | ↗7957 |